# Niklas Zennström
Niklas Mårten Zennström, (født 16. februar 1966), er en svensk IT-entreprenør. Han grundlagde sammen med Janus Friis fildelingsprogrammet Kazaa, IP-telefoniselskabet Skype og internetvideotjenesten Joost, der alle udnytter P2P-teknik. Zennström og Friis står også bag online-musiktjenesten Rdio, udtales "ar-di-o".
Han har desuden etableret investeringsselskabet Atomico.

## Baggrund og uddannelse
Niklas Zennström er født i Järfälla i Stockholms län, og opvokset i Uppsala. Han er uddannet civilingeniør efter at have læst teknisk fysik og økonomi ved Uppsala Universitet.

## Karriere
Han arbejdede i otte år i Jan Stenbecks forskellige selskaber og var blandt andet ansat på Tele2 og i en periode administrerende direktør for portalsatsningen Everyday.com.
Zennström var administrerende direktør for Skype og var med i Ebays koncernledelse til oktober 2007. Han solgte Skype til eBay for 2,6 milliarder dollar i 2005. Nu er han primært aktiv i Atomico.

## Hæder
Han tildeledes Kungliga Tekniska Högskolans store pris i 2009.